# Pseudanthias sheni
Pseudanthias sheni es una especie de peces de la familia Serranidae en el orden de los Perciformes.

## Morfología
• Los machos pueden llegar alcanzar los 10,5 cm de longitud total.

## Hábitat
Es un pez  de mar de clima tropical y asociado a los  arrecifes de coral que vive entre 25-46 m de profundidad.

## Distribución geográfica
Se encuentra en Australia Occidental.